# 博梅尼勒 (孚日省)
博梅尼勒（法語：Beauménil，法語發音：[bomenil] ⓘ）是法国大東部大區孚日省的一个市镇，属于埃皮纳勒区。

## 地理
博梅尼勒（48°10'49"N, 6°43'41"E）面积3.3 平方千米，位于法国大東部大區孚日省，该省份为法国东北部内陆省份，北起默兹省和默尔特-摩泽尔省，西接上马恩省，南至上索恩省和贝尔福地区省，东临上莱茵省和下莱茵省。
与博梅尼勒接壤的市镇（或旧市镇、城区）包括：埃佩尔蒙、拉沃利讷-德旺布吕耶尔、拉沃利讷迪乌、尚勒迪克、菲梅尼勒。

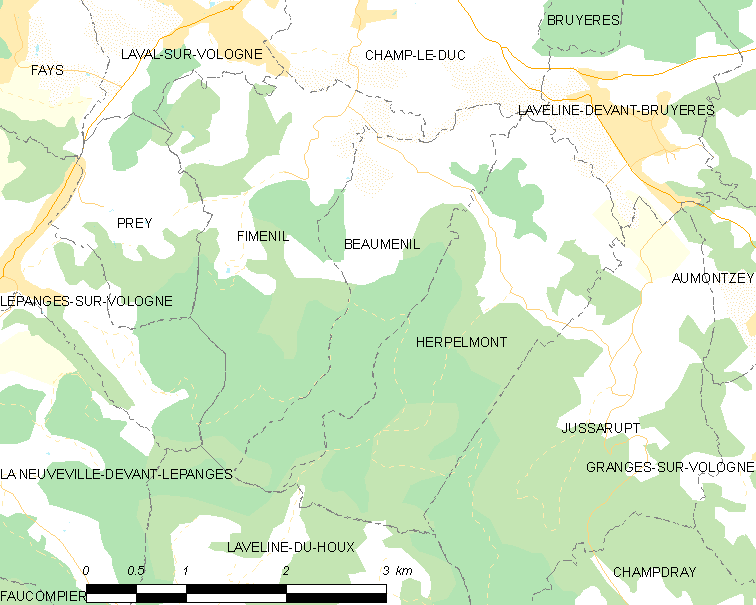
的OSM定位图

博梅尼勒的时区为UTC+01:00、UTC+02:00（夏令时）。

## 行政
博梅尼勒的邮政编码为88600，INSEE市镇编码为88046。

## 政治
博梅尼勒所属的省级选区为布吕耶尔县。

## 人口

1962-2008年间人口变化图示

博梅尼勒于2022年1月1日时的人口数量为132人。